# 중복자궁
중복자궁(重複子宮, Uterus didelphys) 또는 쌍자궁(雙子宮)은 자궁이 두개인 질병이다. 성분화 이상의 일종이지만 남녀중간몸은 아닌 질병이다.
정상적인 성생활이 가능하지만 자궁이 작아서 조산의 위험이 높아 문제가 되기도 한다. 중간콩팥곁관이 합쳐지지 않아서 생긴다. 각 자궁에 한아이씩 임신하는 경우도 있다.

## 같이 보기
- 자궁 기형